# 苏万德尔
苏万德尔（法語：Soindres，法語發音：[swɛ̃dʁ] ⓘ）是法国伊夫林省的一个市镇，属于芒特拉若利区。

## 地理
苏万德尔（48°57'26"N, 1°40'31"E）面积5.19 平方千米，位于法国法蘭西島大區伊夫林省，该省份为法国北部内陆省份，北起瓦兹河谷省，西接厄尔省，西南接厄尔-卢瓦省，东南接埃松省，东临上塞纳省。
与苏万德尔接壤的市镇（或旧市镇、城区）包括：欧夫勒维尔-布拉瑟伊、法夫里约、弗拉库尔、丰特奈莫瓦森、马尼昂维尔、韦尔。
苏万德尔的时区为UTC+01:00、UTC+02:00（夏令时）。

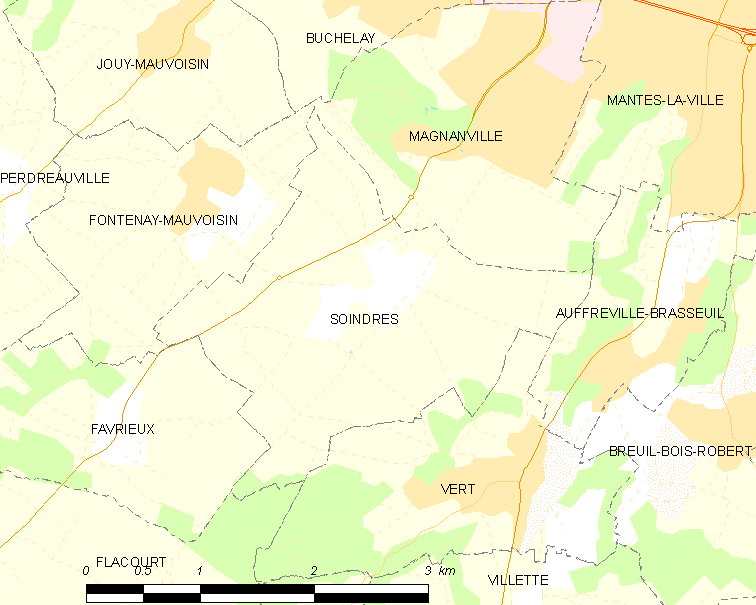
苏万德尔的OSM定位图

## 行政
苏万德尔的邮政编码为78200，INSEE市镇编码为78597。

## 政治
苏万德尔所属的省级选区为塞纳河畔博尼耶尔县。

## 人口

1962-2008年间苏万德尔人口变化图示

苏万德尔于2022年1月1日时的人口数量为731人。